# Troféu Band Folia
Troféu Band Folia é uma premiação musical realizada desde 2000 pela Band através de sua programação carnavalesca, o Band Folia. O prêmio condecora os melhores do ano do carnaval de Salvador e é entregue na última noite da festa. Um grupo de jornalistas e radialistas escolhem os indicados, que vão para o voto popular.

## 2000
O troféu da primeira edição foi entregue em 7 de março, terça-feira de Carnaval.
| Melhor Cantora                                                                      | Melhor Cantor |
| ----------------------------------------------------------------------------------- | --- |
| - Ivete Sangalo - Carla Visi (Cheiro de Amor) - Daniela Mercury - Gil (Banda Beijo) | - Durval Lélys (Asa de Águia) - Bell Marques (Chiclete com Banana) - Netinho - Tatau (Ara Ketu)                                      |
| Melhor Banda                                                                        | Melhor Música |
| - Banda Beijo - Asa de Águia - Cheiro de Amor - Chiclete com Banana                 | - "Dança da Manivela" - Asa de Águia - "Canibal" - Ivete Sangalo - "Ficar com Você" - Cheiro de Amor - "Tchan na Selva" - É o Tchan! |
| Revelação                                                                           | |
| - Harmonia do Samba - As Meninas - Emanuelle Araújo (Banda Eva) - Gang do Samba     | |

## 2001
O troféu da segunda edição foi entregue em 27 de fevereiro, terça-feira de Carnaval.
| Melhor Cantora                                                            | Melhor Cantor |
| ------------------------------------------------------------------------- | --- |
| - Ivete Sangalo - Daniela Mercury - Gil (Banda Beijo) - Margareth Menezes | - Durval Lélys (Asa de Águia) - Bell Marques (Chiclete com Banana) - Netinho - Xanddy (Harmonia do Samba)                        |
| Melhor Banda                                                              | Melhor Música |
| - Chiclete com Banana - Ara Ketu - Asa de Águia - Banda Beijo             | - "Bate Lata" - Banda Beijo - "Pererê" - Ivete Sangalo - "Tesouro do Pirata (Onda, Onda)" - Tchakabum - "Uma Bomba" - Braga Boys |
| Revelação                                                                 | |
| - Jammil e uma Noites - Braga Boys - Moreno (Banda Tiête) - Tchakabum     | - Adrenalina (Jammil e Uma Noites) - Camaleão (Chiclete com Banana) - Cocobambu (Asa de Águia) - Coruja (Ivete Sangalo)          |

## 2002
O troféu da terceira edição foi entregue em 12 de fevereiro, terça-feira de Carnaval.
| Melhor Cantora                                                                             | Melhor Cantor |
| ------------------------------------------------------------------------------------------ | --- |
| - Ivete Sangalo - Daniela Mercury - Gil - Margareth Menezes                                | - Bell Marques (Chiclete com Banana) - Durval Lélys (Asa de Águia) - Netinho - Xanddy (Harmonia do Samba)                |
| Melhor Banda                                                                               | Melhor Música |
| - Chiclete com Banana - Asa de Águia - Harmonia do Samba - Jammil e uma Noites             | - "Festa" - Ivete Sangalo - "Quero Chiclete" - Chiclete com Banana - "Maionese" - Gil - "Dandalunda" - Margareth Menezes |
| Revelação                                                                                  | Melhor Bloco |
| - Renatinho da Bahia (É o Tchan!) - Amanda Santiago (Timbalada) - Banda Cafuné - Patchanka | - Adrenalina (Jammil e Uma Noites) - Camaleão (Chiclete com Banana) - Cocobambu (Asa de Águia) - Coruja (Ivete Sangalo)  |

## 2003
O troféu da quarta edição foi entregue em 4 de março, terça-feira de Carnaval.
| Melhor Cantora                                                         | Melhor Cantor |
| ---------------------------------------------------------------------- | --- |
| - Ivete Sangalo - Daniela Mercury - Gil - Margareth Menezes            | - Bell Marques (Chiclete com Banana) - Durval Lélys (Asa de Águia) - Tuca Fernandes (Jammil e Uma Noites) - Xanddy (Harmonia do Samba)                |
| Melhor Banda                                                           | Melhor Música |
| - Banda Eva - Asa de Águia - Chiclete com Banana - Jammil e Uma Noites | - "É Verão (Sei Lá)" - Jammil e Uma Noites - "Dança da Mãozinha" - Tchakabum - "Amor Perfeito" - Babado Novo - "Diga Que Valeu" - Chiclete com Banana |
| Revelação                                                              | Melhor Bloco |
| - Saulo Fernandes (Banda Eva) - Babado Novo - Oz Bambaz - Os Sungas    | - Adrenalina (Jammil e Uma Noites) - Camaleão (Chiclete com Banana) - Cocobambu (Asa de Águia) - Coruja (Ivete Sangalo)                               |

## 2004
O troféu da quinta edição foi entregue em 24 de fevereiro, terça-feira de Carnaval.
| Melhor Cantora                                                                                           | Melhor Cantor |
| --- | --- |
| - Ivete Sangalo - Daniela Mercury - Gil - Margareth Menezes                                              | - Xanddy (Harmonia do Samba) - Bell Marques (Chiclete com Banana) - Saulo Fernandes (Banda Eva) - Tuca Fernandes (Jammil e Uma Noites) |
| Melhor Banda                                                                                             | Melhor Música |
| - Banda Eva - Babado Novo - Chiclete com Banana - Jammil e Uma Noites                                    | - "Sorte Grande" - Ivete Sangalo - "Café com Pão" - Davi Moraes - "O Seu Adeus" - Cheiro de Amor - "Voa Voa" - Chiclete com Banana     |
| Revelação                                                                                                | Melhor Bloco |
| - Márcio Victor (Psirico) - Alinne Rosa (Cheiro de Amor) - Davi Moraes - Flaviana Fernandes (As Meninas) | - Adrenalina (Jammil e Uma Noites) - Camaleão (Chiclete com Banana) - Eva (Banda Eva) - Coruja (Ivete Sangalo)                         |

## 2005
O troféu da sexta edição foi entregue em 8 de fevereiro, terça-feira de Carnaval.
| Melhor Cantora                                                               | Melhor Cantor |
| ---------------------------------------------------------------------------- | --- |
| - Ivete Sangalo - Daniela Mercury - Gil - Margareth Menezes                  | - Bell Marques (Chiclete com Banana) - Saulo Fernandes (Banda Eva) - Tuca Fernandes (Jammil e Uma Noites) - Xanddy (Harmonia do Samba)                                    |
| Melhor Banda                                                                 | Melhor Música |
| - Chiclete com Banana - Asa de Águia - Banda Eva - Jammil e Uma Noites       | - "Olha o Gandhy Aí" - Daniela Mercury - "100% Você" - Chiclete com Banana - "Não Me Conte Seus Problemas" - Banda Eva e Ivete Sangalo - "Praieiro" - Jammil e Uma Noites |
| Revelação                                                                    | Melhor Bloco |
| - Elaine Fernandes (Planeta Axé) - Tomate (Rapazolla) - Axé Blond - Novo Ton | - Camaleão (Chiclete com Banana) - Adrenalina (Jammil e Uma Noites) - Eva (Banda Eva) - Cocobambu (Asa de Águia)                                                          |

## 2006
O troféu da sétima edição foi entregue em 28 de fevereiro, terça-feira de Carnaval.
| Melhor Cantora                                                                       | Melhor Cantor |
| ------------------------------------------------------------------------------------ | --- |
| - Ivete Sangalo - Alinne Rosa (Cheiro de Amor) - Daniela Mercury - Margareth Menezes | - Bell Marques (Chiclete com Banana) - Durval Lélys (Asa de Águia) - Saulo Fernandes (Banda Eva) - Tomate (Rapazolla) |
| Melhor Banda                                                                         | Melhor Música |
| - Babado Novo - Asa de Águia - Banda Eva - Chiclete com Banana                       | - "Levada Brasileira" - Daniela Mercury - "Abalou" - Ivete Sangalo - "Coração" - Rapazolla - "Samba Aí" - Axé Blond   |
| Revelação                                                                            | Melhor Bloco |
| - Vixe Mainha - Amanda Santiago - Mariela Correa (Banda Bafafá) - Zé Paulo           | - Praieiro (Jammil e Uma Noites) - Camaleão (Chiclete com Banana) - Eva (Banda Eva) - Cocobambu (Asa de Águia)        |

## 2007
O troféu da oitava edição foi entregue em 20 de fevereiro, terça-feira de Carnaval.
| Melhor Cantora                                                                                  | Melhor Cantor |
| ----------------------------------------------------------------------------------------------- | --- |
| - Ivete Sangalo - Alinne Rosa (Cheiro de Amor) - Daniela Mercury - Margareth Menezes            | - Bell Marques (Chiclete com Banana) - Durval Lélys (Asa de Águia) - Saulo Fernandes (Banda Eva) - Tuca Fernandes (Jammil e Uma Noites)   |
| Melhor Banda                                                                                    | Melhor Música |
| - Babado Novo - Asa de Águia - Banda Eva - Jammil e Uma Noites                                  | - "Quebra Aê" - Asa de Águia - "Berimbau Metalizado" - Ivete Sangalo - "Insolação do Coração" - Babado Novo - "Loucura Maior" - Banda Eva |
| Revelação                                                                                       | |
| - Alexandre Guedes (Motumbá) - Bambam (Parangolé) - Patrícia Gomes (Tribahia) - Viviane Tripode | |

## 2008
O troféu da nona edição foi entregue em 5 de fevereiro, terça-feira de Carnaval.
| Melhor Cantora                                                                                  | Melhor Cantor |
| ----------------------------------------------------------------------------------------------- | --- |
| - Claudia Leitte - Alinne Rosa (Cheiro de Amor) - Ivete Sangalo - Daniela Mercury               | - Saulo Fernandes (Banda Eva) - Bell Marques (Chiclete com Banana) - Durval Lélys (Asa de Águia) - Tomate (Rapazolla)                        |
| Melhor Banda                                                                                    | Melhor Música |
| - Babado Novo - Banda Eva - Chiclete com Banana - Jammil e Uma Noites                           | - "Exttravasa" - Claudia Leitte - "Chicleteiro Eu, Chicleteira Ela" - Chiclete com Banana - "Ilumina" - Ivete Sangalo - "Rua 15" - Banda Eva |
| Revelação                                                                                       | Especial: Correndo por Fora |
| - Alexandre Peixe - Larissa Luz (Ara Ketu) - Leandro Lopes (Rapazolla) - Taty Mell (As Meninas) | - "Não Chore" (Bonde do Maluco) |

## 2009
O troféu da décima edição foi entregue em 24 de fevereiro, terça-feira de Carnaval.
| Melhor Cantora | Melhor Cantor |
| --- | --- |
| - Ivete Sangalo - Alinne Rosa (Cheiro de Amor) - Daniela Mercury - Larissa Luz (Ara Ketu)                                       | - Saulo Fernandes (Banda Eva) - Bell Marques (Chiclete com Banana) - Durval Lélys (Asa de Águia) - Tomate                  |
| Melhor Música | Revelação |
| - "Beijar na Boca" - Claudia Leitte - "Cadê Dalila?" - Ivete Sangalo - "Te Espero No Farol" - Tomate - "Toda Linda" - Banda Eva | - Priscilla Freire (Kondendê) - Sérgio Fernandes (Chica Fé) - Guga de Paula (Babado Novo) - Igor di Ferreira (Babado Novo) |

## 2010
O troféu da décima primeira edição foi entregue em 16 de fevereiro, terça-feira de Carnaval.
| Melhor Cantora                                                                                          | Melhor Cantor                                                                                                  |
| --- | --- |
| - Ivete Sangalo - Alinne Rosa (Cheiro de Amor) - Daniela Mercury - Margareth Menezes                    | - Saulo Fernandes (Banda Eva) - Bell Marques (Chiclete com Banana) - Levi Alvim (Banda Beijo) - Tomate         |
| Melhor Banda                                                                                            | Melhor Música                                                                                                  |
| - Banda Eva - Babado Novo - Jammil e Uma Noites - Chiclete com Banana                                   | - "Na Base do Beijo" - Ivete Sangalo - "Bicicletinha" - Kaçamba - "Parará" - Tomate - "Rebolation" - Parangolé |
| Revelação                                                                                               | Melhor Banda de Pagode Baiano                                                                                  |
| - Léo Santana (Parangolé) - Levi Alvim (Banda Beijo) - Allan Spínola - Kaçamba                          | - Psirico - Black Style - Harmonia do Samba - Parangolé                                                        |
| Melhor Bloco                                                                                            | |
| - Coruja (Ivete Sangalo) - Bloco Beijo (Banda Beijo) - Eva (Banda Eva) - Camaleão (Chiclete com Banana) | |

## 2011
O troféu da décima segunda edição foi entregue em 8 de março, terça-feira de Carnaval.
| Melhor Cantora | Melhor Cantor |
| --- | --- |
| - Ivete Sangalo - Alinne Rosa (Cheiro de Amor) - Claudia Leitte - Daniela Mercury - Margareth Menezes                                         | - Bell Marques (Chiclete com Banana) - Léo Santana (Parangolé) - Saulo Fernandes (Banda Eva) - Tomate - Xanddy (Harmonia do Samba) |
| Melhor Música | Revelação |
| - "Liga da Justiça" - LevaNóiz - "Água" - Claudia Leitte - "Cidade Elétrica" - Netinho - "Chupeta" - Psirico - "É Carnaval" - Daniela Mercury | - LevaNóiz - Duas Medidas - Chicabana - Oito7Nove4 - Seu Maxixe                                                                    |
| Melhor Banda de Pagode Baiano | Melhor Bloco |
| - Harmonia do Samba - É o Tchan! - LevaNóiz - Parangolé - Psirico                                                                             | - Camaleão (Chiclete com Banana) - Coruja (Ivete Sangalo) - Eva (Banda Eva) - Me Abraça (Asa de Águia) - Papa (Babado Novo)        |

## 2012
O troféu da décima terceira edição foi entregue em 21 de fevereiro, terça-feira de Carnaval.
| Melhor Cantora | Melhor Cantor |
| --- | --- |
| - Ivete Sangalo - Alinne Rosa (Cheiro de Amor) - Daniela Mercury - Gilmelândia - Margareth Menezes                                                                        | - Saulo Fernandes (Banda Eva) - Bell Marques (Chiclete com Banana) - Durval Lélys (Asa de Águia) - Netinho - Tomate                 |
| Melhor Música | Revelação |
| - "Circulou" - Banda Eva - "Colorir Papel" - Jammil e Uma Noites - "Me Agarra" - Cheiro de Amor - "Sim Sim Sim, Não Não Não" - Saiddy Bamba - "Tchubirabirom" - Parangolé | - Magary Lord - A Bronkka - Edcity - Froza (Rapazolla) - Saiddy Bamba                                                               |
| Melhor Banda de Pagode Baiano | Melhor Bloco |
| - Harmonia do Samba - BaianaSystem - LevaNóiz - Parangolé - Psirico | - Eva (Banda Eva) - Bloco da Gil (Gilmelândia) - Camaleão (Chiclete com Banana) - Cocobambu (Asa de Águia) - Coruja (Ivete Sangalo) |

## 2013
O troféu da décima quarta edição foi entregue em 12 de fevereiro, terça-feira de Carnaval.
| Melhor Cantora | Melhor Cantor |
| --- | --- |
| - Claudia Leitte - Alinne Rosa (Cheiro de Amor) - Daniela Mercury - Ivete Sangalo - Margareth Menezes                                                           | - Saulo Fernandes - Bell Marques (Chiclete com Banana) - Xanddy (Harmonia do Samba) - Tatau (Ara Ketu) - Durval Lélys (Asa de Águia)  |
| Melhor Música | Revelação |
| - "Ziriguidum" - Filhos de Jorge - "Largadinho" - Claudia Leitte - "Dançando" - Ivete Sangalo - "Dançation" - Psirico - "Louco de Paixão" - Chiclete com Banana | - Mari Antunes (Babado Novo) - Filhos De Jorge - Ju Moraes - Mametto - Oito7Nove4                                                     |
| Melhor Artista de Pagode Baiano | Melhor Bloco |
| - Harmonia do Samba - Black Style - EdCity - Parangolé - Psirico                                                                                                | - Camaleão (Chiclete com Banana) - Eva (Banda Eva) - Cerveja & Cia (Ivete Sangalo) - Cocobambu (Asa de Águia) - Timbalada (Timbalada) |

## 2014
O troféu da décima quinta edição foi entregue em 4 de março, terça-feira de Carnaval.
| Melhor Cantora | Melhor Cantor |
| --- | --- |
| - Ivete Sangalo - Alinne Rosa (Cheiro de Amor) - Claudia Leitte - Daniela Mercury - Margareth Menezes                                                                   | - Saulo Fernandes - Bell Marques - Márcio Victor (Psirico) - Netinho - Tomate                                                |
| Melhor Música | Revelação |
| - "Lepo Lepo" - Psirico - "Celebrar" - Jammil e Uma Noites - "Dourada Cor" - Tuca Fernandes - "Raiz de Todo Bem" - Saulo Fernandes - "Tempo de Alegria" - Ivete Sangalo | - Felipe Pezzoni (Banda Eva) - Banda 5% - Levi Lima (Babado Novo)                                                            |
| Melhor Artista de Pagode Baiano | Melhor Bloco |
| - Harmonia do Samba - EdCity - Léo Santana - Parangolé - Psirico | - Camaleão (Bell Marques) - Eva (Banda Eva) - Coruja (Ivete Sangalo) - Crocodilo (Daniela Mercury) - Vumbóra? (Bell Marques) |

## 2015
O troféu da décima sexta edição foi entregue em 17 de fevereiro, terça-feira de Carnaval.
| Melhor Cantora | Melhor Cantor |
| --- | --- |
| - Ivete Sangalo - Alinne Rosa - Claudia Leitte - Daniela Mercury - Mari Antunes (Babado Novo)                                              | - Saulo Fernandes - Léo Santana - Levi Lima (Jammil e Uma Noites) - Márcio Victor (Psirico) - Pablo                                                |
| Melhor Música | Revelação |
| - "Pra Frente" - Ivete Sangalo - "Abana" - Léo Santana - "Gordinho Gostoso" - Neto Lx - "Matimba" - Claudia Leitte - "Xenhenhém" - Psirico | - Vina Calmon (Cheiro de Amor) - Rafa Chaves (Chiclete com Banana) - Lincoln Sena (Duas Medidas) - Neto LX - Lucas Kart (Kart Love)                |
| Melhor Artista de Pagode Baiano | Melhor Bloco |
| - Harmonia do Samba - É o Tchan! - Léo Santana - Parangolé - Psirico                                                                       | - Coruja (Ivete Sangalo) - Crocodilo (Daniela Mercury) - Largadinho (Claudia Leitte) - Nana Banana (Chiclete com Banana) - Vumbóra? (Bell Marques) |

## 2016
O troféu da décima sétima edição foi entregue em 9 de fevereiro, terça-feira de Carnaval.
| Melhor Cantora | Melhor Cantor |
| --- | --- |
| - Ivete Sangalo - Alinne Rosa - Claudia Leitte - Daniela Mercury - Margareth Menezes                                                                                    | - Saulo Fernandes - Bell Marques - Léo Santana - Levi Lima (Jammil e Uma Noites) - Márcio Victor (Psirico)                   |
| Melhor Música | Revelação |
| - "Bota a Cara no Sol" - É o Tchan! - "Desce Coladinho" - Bell Marques - "Deboche" - Léo Santana - "O Farol" - Ivete Sangalo - "Paredão Metralhadora" - Banda Vingadora | - Banda Vingadora - Battata (Mil Verões) - Guig Ghetto - Katê - Negra Cor                                                    |
| Melhor Artista de Pagode Baiano | Melhor Bloco |
| - Harmonia do Samba - É o Tchan! - Léo Santana - Parangolé - Psirico | - Coruja (Ivete Sangalo) - Camaleão (Bell Marques) - Crocodilo (Daniela Mercury) - Eva (Banda Eva) - Vumbóra? (Bell Marques) |

## 2017
O troféu da décima oitava edição foi entregue em 28 de fevereiro, terça-feira de Carnaval.
| Melhor Cantora | Melhor Cantor                                                                                         |
| --- | --- |
| - Ivete Sangalo - Alinne Rosa - Claudia Leitte - Daniela Mercury - Mari Antunes (Babado Novo)                                                                                              | - Saulo Fernandes - Bell Marques - Léo Santana - Márcio Victor (Psirico) - Xanddy (Harmonia do Samba) |
| Melhor Música | |
| - "Taquitá" - Claudia Leitte - "Cidade da Música" - Daniela Mercury - "Me Libera Nega" - Mc Beijinho - "Mulheres no Poder" - Psirico - "O Doce" - Ivete Sangalo - "Santinha" - Léo Santana | |

## 2018
O troféu da décima nona edição foi entregue em 24 de fevereiro, terça-feira de Carnaval.
| Melhor Música |
| --- |
| - "Banzeiro" - Daniela Mercury - "Carnaval" - Claudia Leitte - "Hipnotizou" - Harmonia do Samba - "No Groove (Pega, Pega, Pega)" - Ivete Sangalo e Psirico - "Poupa da Bunda" - Psirico - "Várias Novinhas" - Léo Santana |

## 2019
O troféu da vigésima edição foi entregue em 5 de março, terça-feira de Carnaval.
| Melhor Música |
| --- |
| - "Teleguiado" - Ivete Sangalo - "Abaixa que É Tiro" - Parangolé - "B de Bell" - Bell Marques - "Chega Devagar" - Saulo Fernandes - "Rei Leão" - Psirico - "Solinho da Rabeta" - Léo Santana |

## 2020
O troféu da décima oitava edição foi entregue em 25 de fevereiro, terça-feira de Carnaval.
| Melhor Música interpretada por uma Mulher | Melhor Música interpretada por um Homem |
| --- | --- |
| - "O Mundo Vai" - Ivete Sangalo - "Chamar Você - Cheiro de Amor - "Confete e Serpentina" - Daniela Mercury - "Perfume de Verão" - Margareth Menezes - "Perigosinha" - Claudia Leitte - "Vale Tropical" - Alinne Rosa | - "Sacanagenzinha" - Harmonia do Samba - "Bahia Mãe" - Saulo Fernandes - "Contatinho" - Léo Santana - "Ela não Quer Guerra com Ninguém" - Parangolé - "Fica de Boa – Banda Eva - "Tá Quente" - Psirico |

## 2023
Após dois anos sem Carnaval devido a Pandemia de COVID-19 no Brasil, o troféu voltou em 2023 junto com o evento.
| Melhor Cantora | Melhor Cantor                                                                                       |
| --- | --------------------------------------------------------------------------------------------------- |
| - Ivete Sangalo - Alinne Rosa - Ana Mametto - Claudia Leitte - Daniela Mercury - Margareth Menezes | - Léo Santana - Bell Marques - Carlinhos Brown - Márcio Victor (Psirico) - Saulo Fernandes - Xanddy |
| Melhor Música | Melhor Banda                                                                                        |
| - "Zona de Perigo" - Leo Santana - "Bolo Doido" - Claudia Leitte e Ivete Sangalo - "Cara de Carnaval" - Bell Marques e Timbalada - "Cria da Ivete" - Ivete Sangalo - "Deixa Eu Botar Meu Boneco" - Oh Polêmico - "Mete Seu Cachorro" - Lá Fúria e Ludmilla - "Soteropolitanamente na Moral" - Daniela Mercury - "Vamo ou Bora?" - Xanddy e Ivete Sangalo - "Vem Jogando Essa Raba" - Psirico | - Filhos de Jorge - BaianaSystem - Banda Eva - Olodum - Parangolé - Timbalada                       |
| Personalidade (Contribuição da obra) | |
| - Gilberto Gil | |

## 2024
Em 2024 a Band passou a transmitir e premiar a Série Ouro, segunda divisão do carnaval de escolas de samba do Rio de Janeiro.
| Melhor Cantora | Melhor Cantor                                                                                            |
| --- | --- |
| - Claudia Leitte (58%) Alinne Rosa Carla Cristina Daniela Mercury Ivete Sangalo Margareth Menezes | - Léo Santana (55%) Bell Marques Carlinhos Brown Durval Lélys Saulo Fernandes Xanddy Harmonia            |
| Melhor Música | Melhor Banda                                                                                             |
| - "Macetando" - Ivete Sangalo e Ludmilla (38%) "Cavalinho" - Pedro Sampaio & Gasparzinho "Corpo Elétrico" - Alinne Rosa "Descontrolada" - Xanddy Harmonia "Destrava" - Claudia Leitte "Eternamente Asa" - Durval Lélys "Golzinho Vermelho" - Léo Santana "Meu Carnaval com Você" - Bell Marques "Música do Carnaval" - Psirico "Perna Bamba" - Parangolé "Recua" - Timbalada "Tá Gostosin" - Àttøøxxá | - BaianaSystem (41%) Babado Novo Olodum Parangolé Psirico Timbalada                                      |
| Homenagem | |
| - Ilê Aiyê | |
| Série Ouro (Carnaval do Rio de Janeiro) | |
| Escola do Ano | Unidos de Padre Miguel                                                                                   |
| Samba-enredo | "O Redentor do Sertão" (Unidos de Padre Miguel)                                                          |
| Enredo | "Nise - Reimaginação da Loucura" (Arranco)                                                               |
| Bateria | Império Serrano                                                                                          |
| Intérprete | Nêgo (União da Ilha)                                                                                     |
| Casal de Mestre-sala e Porta-bandeira | Amanda Poblete e Thiaguinho Mendonça (União da Ilha) e Giovanna Justo e Fabrício Pires (União de Maricá) |
| Comissão de Frente | União de Maricá (Coreógrafo: Patrick Carvalho)                                                           |
| Ala de Passistas | Estácio de Sá                                                                                            |
| Esquenta | Unidos da Ponte                                                                                          |
| Destaque de Ouro | Nil de Iemanjá (União da Ilha) desfilando no chão com a fantasia "Templo de África"                      |

## 2025
A partir desse ano, os candidatos foram indicados por especialistas no assunto. O público garantiu um voto na soma final, que foi consolidada com os votos do júri técnico. O júri técnico do Troféu Band Folia 2025 foi formado por Ana Mametto (atriz e cantora); Anselmo Costa (radialista); Ivanna Sotto (executiva de Negócios Artísticos); Leo Sampaio (jornalista); Pio Medrado (compositor); Jonga Cunha (produtor musical); Pedrinho da Rocha (designer e publicitário); Washington Paganelli (presidente do Conselho Municipal do Carnaval).
| Melhor Cantora                                 | Melhor Cantor |
| ---------------------------------------------- | --- |
| Ivete Sangalo                                  | Bell Marques |
| Música do Carnaval                             | Hit do Verão |
| "O Verão Bateu em Minha Porta" - Ivete Sangalo | "O Verão Bateu em Minha Porta" - Ivete Sangalo                                                                         |
| Melhor Coreografia                             | Melhor Axé de Todos os Tempos                                                                                          |
| "Molen-Molen" - Psirico e É o Tchan!           | "Prefixo de Verão" - Banda Mel                                                                                         |
| Homenagem                                      | |
| Luiz Caldas                                    | |
| Série Ouro (Carnaval do Rio de Janeiro)        | |
| Escola do Ano                                  | União de Maricá |
| Samba-enredo                                   | "O Que Espanta Miséria É Festa" (Império Serrano)                                                                      |
| Enredo                                         | "Ba-der-na! Maria do Povo" (União da Ilha)                                                                             |
| Bateria                                        | União da Ilha |
| Intérprete                                     | Wantuir (Porto da Pedra)                                                                                               |
| Casal de Mestre-sala e Porta-bandeira          | Feliciano Jr. e Raphaela Caboclo (Estácio de Sá)                                                                       |
| Comissão de Frente                             | Acadêmicos de Niterói (Coreógrafo: Fábio Batista)                                                                      |
| Ala de Passistas                               | Império Serrano |
| Esquenta                                       | União da Ilha |
| Destaque de Ouro                               | Império Serrano, Unidos da Ponte e Unidos de Bangu (pela superação após o incêndio que destruiu o ateliê de fantasias) |

## Recordes

### Maiores vencedores
| #       | 1º            | 2º              | 3º                             | 4º                  | 5º                                           |
| ------- | ------------- | --------------- | ------------------------------ | ------------------- | -------------------------------------------- |
| Artista | Ivete Sangalo | Saulo Fernandes | Bell Marques Harmonia do Samba | Jammil e Uma Noites | Banda Eva Chiclete com Banana Claudia Leitte |
| Total   | 28            | 10              | 8                              | 7                   | 5                                            |

### Artistas com mais indicações
| Indicações | Artista                                                        |
| ---------- | -------------------------------------------------------------- |
| 52         | Ivete Sangalo                                                  |
| 30         | Daniela Mercury                                                |
| 25         | Bell Marques                                                   |
| 24         | Chiclete com Banana                                            |
| 23         | Banda Eva                                                      |
| 19         | Saulo Fernandes                                                |
| 17         | Alinne Rosa Claudia Leitte Psirico                             |
| 16         | Asa de Águia Jammil e Uma Noites Léo Santana Margareth Menezes |